# Повні і унівалентні функтори
В теорії категорій унівалентним функтором (відповідно Повним функтором) називається функтор, який є ін'ективним (відповідно сюр'єктивним) на кожній множині морфізмів із фіксованими образом і прообразом.
Більш точно, нехай C і D — локально малі категорії  і нехай F: C → D — функтор з C у D. Цей функтор індукує функцію
{\displaystyle F_{X,Y}\colon \mathrm {Hom} _{\mathcal {C}}(X,Y)\rightarrow \mathrm {Hom} _{\mathcal {D}}(F(X),F(Y))}
для кожної пари об'єктів X і Y з C. Функтор F називається
- Унівалентним (або строгим), якщо функція F  X, Y  є ін'єктивною
- Повним, якщо F  X, Y   є  сюр'єктивною
- Цілком унівалентним (або повним і унівалентним), якщо F X, Y  є бієктивною

для кожних X і Y в C.

## Властивості
- Унівалентний функтор не обов'язково є ін'єктивним на об'єктах категорії C, тому образ цілком унівалентного функтора може не бути категорією, ізоморфною C. Аналогічно, повний функтор не обов'язково є сюр'єктивним на об'єктах. Однак цілком унівалентний функтор є ін'єктивним на об'єктах з точністю до ізоморфізму, тобто якщо F: C → D є цілком унівалентним і {\displaystyle F(x)\cong F(y)}, то {\displaystyle x\cong y} (в цьому випадку говорять, що функтор F відображає ізоморфізми).
- Для будь-якого унівалентного функтора {\displaystyle F\colon {\mathcal {C}}\longrightarrow {\mathcal {D}}}, якщо {\displaystyle F(f)\colon F(x)\longrightarrow F(y)} є епіморфізмом (мономорфізмом), то {\displaystyle f\colon x\longrightarrow y} теж є епіморфізмом (мономорфізмом).

Дійсно якщо {\displaystyle g,h\colon \;y\longrightarrow z} — морфізми для яких {\displaystyle g\circ f=h\circ f}, то з означення функтора випливає, що {\displaystyle F(g)\circ F(f)=F(h)\circ F(f).} Оскільки {\displaystyle F(f)} є епіморфізмом то {\displaystyle F(g)=F(h)}. Оскільки {\displaystyle F} є унівалентним, то {\displaystyle g=h.} Твердження для мономорфізмів доводиться аналогічно.

## Приклади
- Функтор U: Grp → Set, що переводить кожну групу у відповідну множину без групової структури є унівалентним, оскільки гомоморфізм груп однозначно визначається функцією на множинах-носіях. Категорія з унівалентним функтором у Set називається конкретною категорією.
- Функтор, який вкладає Ab в Grp є цілком унівалентим.

## Див. Також
- Повна категорія